# Sebastes itinus
Sebastes itinus és una espècie de peix pertanyent a la família dels sebàstids i a l'ordre dels escorpeniformes.

## Descripció
Fa 40 cm de llargària màxima.

## Reproducció
És de fecundació interna i vivípar.

## Alimentació
El seu nivell tròfic és de 3,09.

## Hàbitat i distribució geogràfica
És un peix marí, demersal, d'aigües fondes i de clima temperat, el qual viu al Pacífic nord-occidental: el Japó (com ara, l'illa de Hokkaido i les prefectures de Hyōgo i Niigata -incloent-hi l'illa de Sado- a l'illa de Honshu) i la mar Groga.

## Observacions
És inofensiu per als humans i el seu índex de vulnerabilitat és alt (65 de 100).